# Boston Stock Exchange
Boston Stock Exchange (idag: Nasdaq OMX BX) är en regional aktiebörs i Boston, Massachusetts, USA. Den är den tredje äldsta börsen i USA och grundades 1834. Den 2 oktober 2007 enades NASDAQ om att förvärva BSE för  61 miljoner amerikanska dollar.